# Homo ergaster
Homo ergaster (Groves & Mazák, 1975) è una specie estinta del genere Homo, vissuto in Africa tra 2 e 1 milioni di anni fa, durante il Pleistocene inferiore e medio.
Si stabilì in molte zone del continente africano, comprese tra l'Africa orientale ed il Sudafrica.
Forse condivise alcuni di questi luoghi con altre specie, come l'Homo habilis, che 1,8 milioni di anni fa era ancora presente presso la Gola di Olduvai.

## Classificazione e evoluzione
La dizione di Homo ergaster è applicata a fossili a cui talvolta ci si riferisce più generalmente anche con il nome di Homo erectus o Homo heidelbergensis.

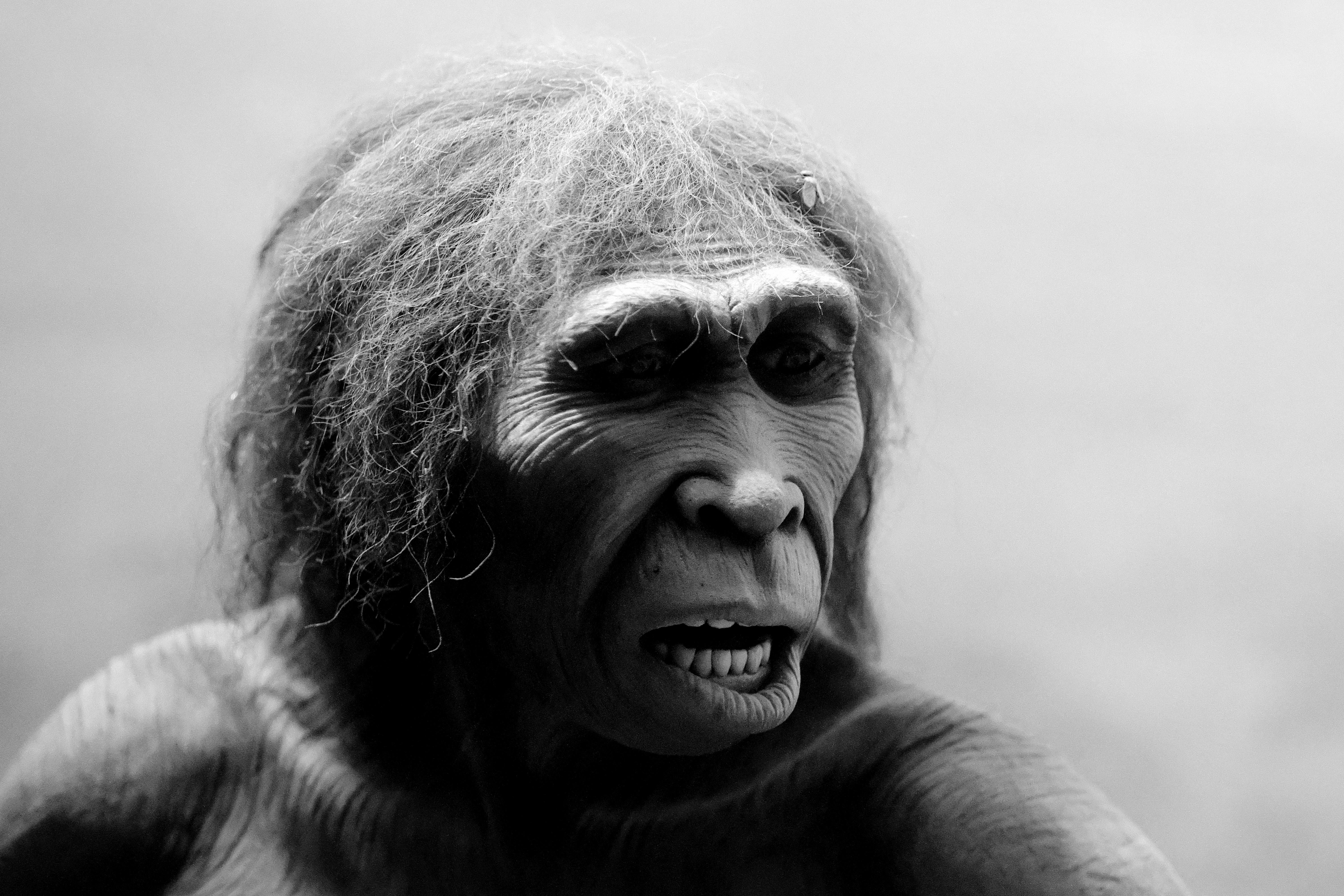
Riscostruzione di Homo ergaster, custodita presso l'American Museum of Natural History

La terminologia H. ergaster è spesso riservata alle popolazioni di Homo erectus che vivevano in Africa; il termine Homo erectus si riferisce ai reperti asiatici, mentre l'Homo heidelbergensis è ormai considerato una specie separata, anche se discendente dall'H. ergaster, in base alle diverse dimensioni del cervello e alla struttura più robusta.
Per rimarcare l'evoluzione della paleoantropologia, si sottolinea che lo scheletro tipo di H. ergaster, KNM-WT 15000, detto "Turkana Boy" o Ragazzo di Turkana, era stato inizialmente presentato come modello di riferimento per la specie H. erectus.

## Caratteristiche
La corporatura, dimensioni e proporzioni erano simili alle nostre, mentre la distanza dagli australopitechi e dagli altri Homo era abbastanza marcata. "Turkana boy", il Ragazzo di Turkana, reperto (KNM-WT 15000), lo scheletro di un bambino di 10 anni, è la prova più importante. La corporatura di questo bambino corrispondeva a quella di un ragazzo moderno più grande di 1 o 2 anni (più in basso nel testo). Il volume encefalico dell'Homo ergaster era maggiore che negli altri ominidi e in alcuni casi meglio conservati misura 804 cm³, 850 cm³ e 900 cm³. In termini relativi questo risultato va ridimensionato in quanto il volume del cervello è proporzionato al corpo, quindi come dimensione cerebrale nell'Homo ergaster non si verificò nessun progresso significativo rispetto all'Homo habilis. Tuttavia vi fu un notevole balzo in avanti delle capacità cognitive.

## Ritrovamenti significativi

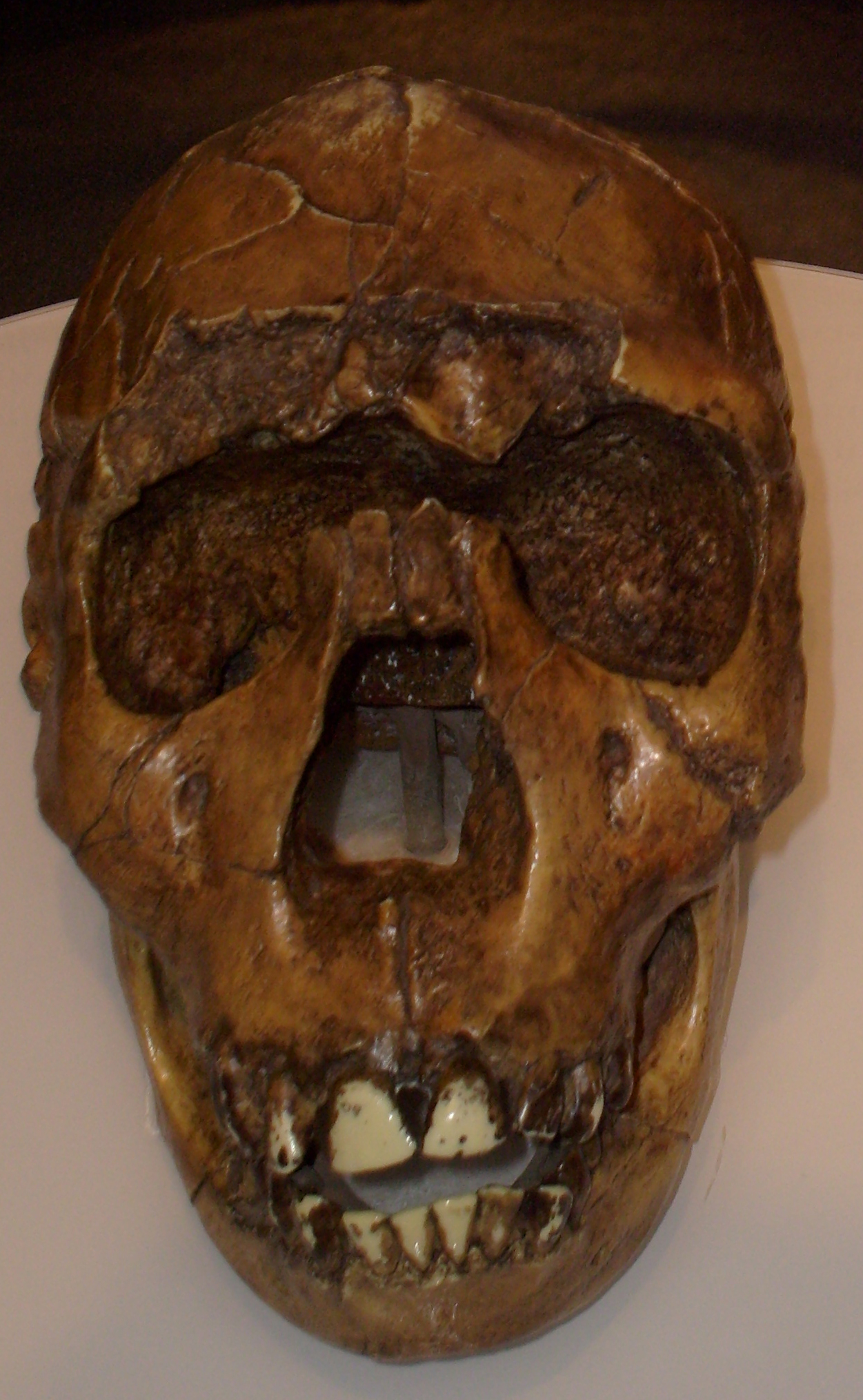
Ricostruzione del cranio dell'Homo ergaster in base al fossile del Nariokotome Boy ritrovato presso il Lago Turkana, Kenya. Museum of Man, San Diego.

I resti fossili più importanti di Homo ergaster sono principalmente due. Tutti e due sono stati scoperti in Kenya, tra il 1975 e il 1984. Il secondo, scoperto nei pressi del Lago Turkana, è composto da uno scheletro di un bambino di circa dieci anni, (KNM-ER 3733 e KNM-WT 15000). Tali resti risalgono ad un periodo compreso tra gli 1,8 e i 1,6 milioni di anni fa, mentre altri fossili dello stesso periodo sono stati attribuiti ad Homo erectus (OH 9 e OH 12).
- KNM-ER 3733.[6] Scoperto da Bernard Ngeneo nel 1975 a Koobi Fora in Kenya. L'eta stimata è di 1,7 milioni di anni. La scoperta straordinaria consiste in un cranio molto completo. Il volume del cranio è di 850 cm³, e il teschio completo è molto simile all'uomo di Pechino. La scoperta di questo fossile nello stesso strato di ER 406 (Australopithecus boisei) diede il colpo di grazia all'Ipotesi dell'unica Specie: l'idea cioè che ci poteva essere un'unica specie di ominidi in ogni punto della storia.
- KNM-WT 15000, detto "Turkana Boy" o Ragazzo di Turkana. Scoperto da Kamoya Kimeu (dell'équipe di Richard Leakey) nel 1984 a Nariokotome vicino al Lago Turkana in Kenya. Questo è uno scheletro completo di un bambino di 11 o 12 anni, l'unica grande omissione sono le mani e i piedi.[7] È il più completo scheletro di H. ergaster conosciuto, ed è anche uno dei più vecchi, 1,6 milioni di anni. Il volume del cranio era di 880 cm³, ed è stato stimato che potesse diventare 910 cm³ da adulto. Il ragazzo era alto ca 1,50 m e sarebbe diventato 1,80 m da adulto. Questa è un'altezza sorprendente, indica che molti Erectus potevano essere più grandi degli uomini moderni. Ad eccezione del teschio, lo scheletro è molto simile ad un ragazzo moderno, sebbene potesse avere delle piccole differenze.[8]
- Il 20 ottobre 2006 i paleontologi delle Università di Roma, Firenze, Ferrara e Torino, coordinati dal prof. Pavia, dell'Università di Torino, hanno ufficializzato la notizia del ritrovamento nelle cave di Apricena dell'uomo più antico d'Europa. Si tratta dell'Homo ergaster e la sua presenza nella cava Apricenese è databile ad un milione e mezzo di anni fa (Paleolitico Inferiore), più antico di quello rinvenuto ad Isernia (un milione di anni fa) e di quello trovato in Spagna (un milione e duecentomila anni fa).[9][10]

## Linguaggio

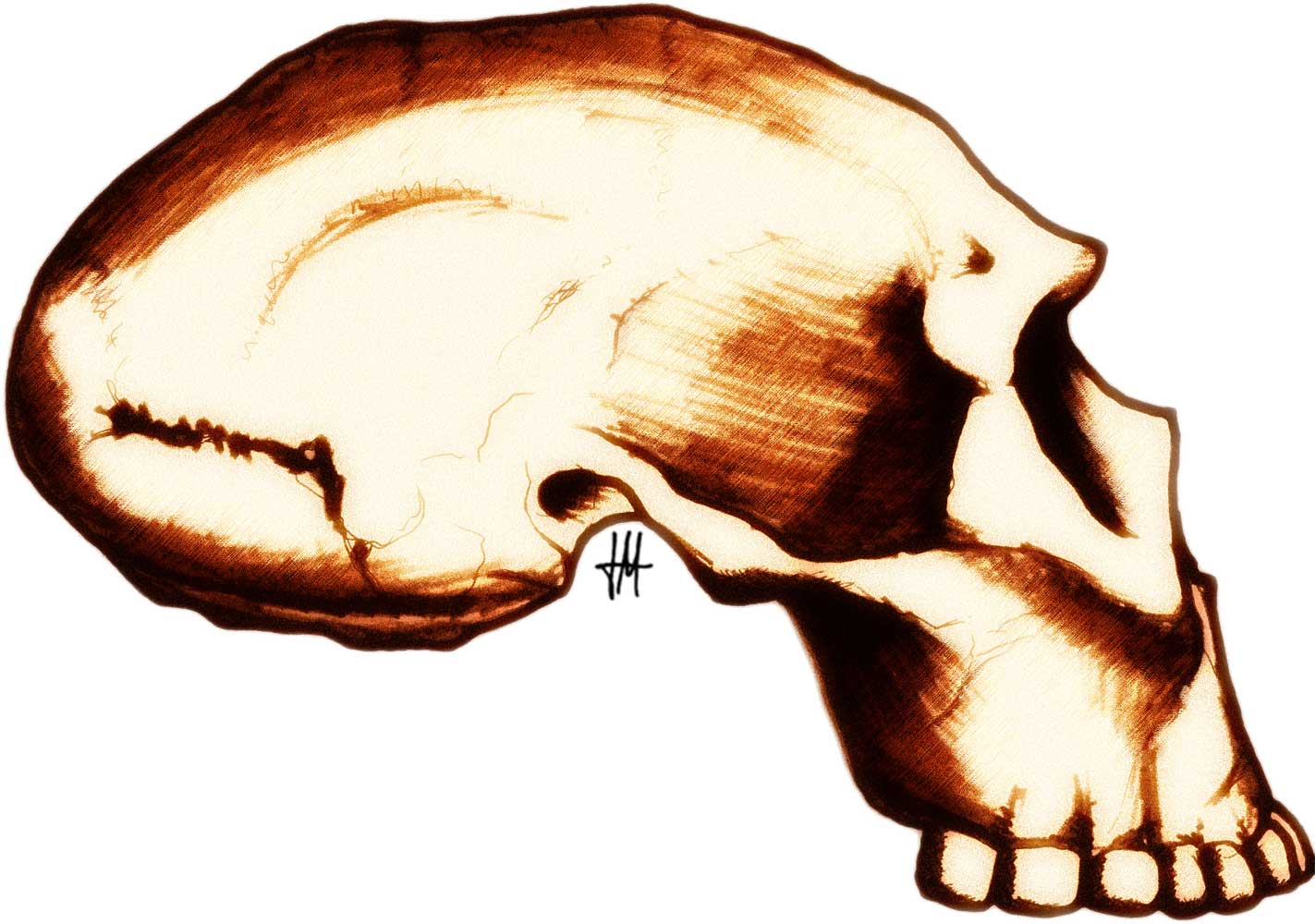
Il cranio ritrovato a Dmanisi in Georgia, classificato come D-2282

L'H. ergaster, assieme alle altre due varianti Homo erectus e Homo heidelbergensis, fu il primo ominide in grado di articolare il linguaggio. Inizialmente si riteneva che questa capacità fosse limitata ad un'articolazione molto primitiva dei suoni, a causa del restringimento delle vertebre cervicali che appariva dai fossili del Turkana boy. Uno studio più accurato di queste specifiche vertebre nel reperto KNM-WT 15000 rivelò però che l'individuo aveva sofferto dell'arresto nello sviluppo delle vertebre cervicali, che aveva pertanto ridotto la sua capacità respiratoria e di conseguenza anche la capacità di articolare i suoni.
Il recente ritrovamento di una vertebra di H. ergaster normale a Dmanisi in Georgia, confrontata con quella del Turkana boy, ha dimostrato che le dimensioni delle vertebre sono paragonabili a quelle dell'uomo moderno, senza quindi restrizioni alla possibilità di articolazione dei suoni.
È comunemente accettato che già l'Homo habilis avesse una significativa capacità di comunicazione, anche se il suo osso ioide e la struttura delle sue orecchie non erano in grado di supportare un linguaggio parlato, e che l'H. ergaster avesse una forma più avanzata di neurologia comunicativa. È pertanto plausibile che avesse raggiunto la capacità di gestire una forma di linguaggio.